# Toluca Lake
Toluca Lake es un distrito de clase alta situado en el valle de San Fernando, en la ciudad de Los Ángeles (California), a 19 km del centro de Los Ángeles. Toluca Lake empezó siendo unas tierras de labranzas, pero en la actualidad es una zona densamente poblada. Algunos residentes famosos que viven o han vivido en el vecindario son Bob Hope, Frank Sinatra o Denzel Washington, entre muchos otros.
La historia del Toluca Lake se remonta a los días de los indios tongva, seguida de la Colonización española y la Independencia de México. El Toluca Lake formaba parte de los primeros ranchos de California. La Toluca Lake original se dividió, y el vecindario se conoció como Forman Toluca Ranch. En 1923, los inversionistas compraron y desarrollaron el terreno como "Toluca Lake Park". El vecindario ha tenido residentes notables. Ronald y Nancy Reagan celebraron la recepción de su boda en Toluca Lake. El comediante Bob Hope fue un antiguo residente de Toluca Lake. Más recientemente, aquí han vivido artistas como Hilary Duff, Viola Davis, Steve Carell, Miley Cyrus y Melissa McCarthy.

## Geografía
Toluca Lake está situado en el Valle de San Fernando, cerca de la ciudad de Burbank y del distrito de North Hollywood e incorporado al área del condado de Universal City.
Las fronteras históricas del área son Cahuenga Boulevard, Camarillo Street, Clybourn Avenue y Los Angeles River. Además está localizado entre dos estudios de televisión, Universal Studios al sur y Warner Bros. al este. Santa Mónica Mountains rodean el área.
El agua de Toluca Lake viene en las primaveras, pero actualmente los pozos situados en los bordes del lago mantienen el nivel del agua. El interior del lago está revestido con cuatro pulgadas (102 mm) de hormigón de asfalto para parar la filtración de agua. Poseído por los propietarios circundantes, el lago ha sido mantenido por la Asociación de Terratenientes de Toluca Lake, una corporación no lucrativa establecida en 1934. Completamente rodeado por propiedades privadas, el lago no es visto prácticamente por los visitantes.        

## Datos
- Población: 16 978 habitantes
- Código Postal: 91602
- Código de área: 818
- Zona horaria: Pacífico GMT -8 horas
- Coordenadas: Latitud 34,15 y longitud -118,37

## Residentes famosos
- Drake Bell, actor y cantante
- Brooke Burns,[3] actriz
- Steve Carell,[4] actor
- Miley Cyrus,[5] actriz y cantante
- Hilary Duff,[6] actriz y cantante
- Andy García,[7] actor
- Jennifer Love Hewitt,[8] actriz
- Bob Hope, actor
- Jonas Brothers,[9] actores y cantantes
- Wayne Knight,[10] actor
- George Lopez,[11] actor
- Demi Lovato,[12] actriz y cantante
- Eric McCormack,[11] actor
- Jason Priestley,[12] actor
- Quentin Tarantino, director
- Ashley Tisdale,[13] actriz y cantante
- James Sunderland, actor

## Educación
Toluca Lake es una parte del Distrito Escolar Unificado de Los Ángeles, y Toluca Lake Elementary School.